# Râul Milioara
Pârâul Milioara sau Pârâul Mierea era un mic curs de apă, care curgea prin orașul Târgoviște. 
Cursul său se mai poate observa pe câmpurile de la Priseaca unde s-au format bălți în amonte de valurile de pământ puse în cale. În zona Cartierului Romlux se poate vedea foarte bine albia acestuia care se umple cu apă în principal la ploi. Bălțile care se formează frecvent în zona Autogării, determinând inundarea cimitirului din zonă, au ca sursă apa care se strânge pe cursul Milioarei. Pârâul își continuă apoi drumul, ajungând pe strada Milioara, denumită astfel tocmai din acest motiv. Șanțul Cetății era de fapt cursul Milioarei, fiind umplut cu apă pentru a preveni pătrunderea inamicilor. Din vechiul curs se mai poate vedea pe Strada Sârbilor (Cartierul Matei Voievod) un șănțuleț pe care curge canalizarea locuințelor din zonă. Nu sunt proiecte pentru refacerea cursului pârâului, dar există inițiative care cheamă la acest lucru, odată cu refacerea Centrului Vechi al orașului distrus și el în regimul comunist. Inițial era un afluent al râului Ialomița. Râul a fost canalizat și deviat în râul Ilfov în amonte de Târgoviște în anul 1927.